# بين هوتون
بين هوتون هو لاعب هوكي الجليد كندي، ولد في 20 أبريل 1993 في بروكفيل في كندا.

## وصلات خارجية
- بين هوتون على موقع دوري الهوكي الوطني (الإنجليزية)
- بين هوتون على موقع EliteProspects.com (الإنجليزية)
- بين هوتون على موقع Eurohockey.com (الإنجليزية)
- بين هوتون على موقع HockeyDB.com (الإنجليزية)
- بين هوتون على موقع Hockey-Reference.com (الإنجليزية)